# Lista de ministros da Administração Interna de Portugal

Bandeira de ministro de Portugal.

Maria Lúcia Amaral, atual ministra da Administração Interna.

Esta é uma lista de ministros da Administração Interna de Portugal bem como dos seus antecessores, os ministros do Interior e os ministros do Reino, entre o início do Governo de D. Miguel I, a 26 de fevereiro de 1828, e a atualidade. A lista cobre a o Miguelismo (1828-1834), a Monarquia Constitucional (1830–1910), a Primeira República (1910–1926), o período ditatorial da Ditadura Militar, Ditadura Nacional e Estado Novo (1926–1974) e o atual período democrático (1974–atualidade).

## Designação
Entre 1828 e o presente, o atual cargo de ministro da Administração Interna teve as seguintes designações:
- Ministro e secretário de Estado dos Negócios Interiores do Reino, sendo usuais as designações Ministro e secretário de Estado dos Negócios do Reino e, mais trade, Ministro e secretário de Estado do Reino ou apenas Ministro do Reino — designação (ou designações) usadas entre 26 de fevereiro de 1828 e 5 de outubro de 1910;
- Ministro do Interior — designação usada entre 5 de outubro de 1910 e 15 de maio de 1918;
- Secretário de Estado do Interior — designação usada entre 15 de maio de 1918 e 16 de dezembro de 1918;
- Ministro do Interior — designação usada entre 16 de dezembro de 1918 e 25 de abril de 1974;
- Ministro da Administração Interna — designação usada entre 25 de abril de 1974 e 1 de agosto de 1979;
- Ministro Adjunto para a Administração Interna — designação usada entre 1 de agosto de 1979 e 3 de janeiro de 1980;
- Ministro da Administração Interna — designação usada entre 3 de janeiro de 1980 e 12 de março de 2005;
- Ministro de Estado e da Administração Interna — designação usada entre 12 de março de 2005 e 17 de maio de 2007;
- Ministro da Administração Interna — designação usada desde 17 de maio de 2007.

## Numeração
Para efeitos de contagem, regra geral, não contam os ministros interinos em substituição de um ministro vivo e em funções. Já nos casos em que o cargo é ocupado interinamente, mas não havendo um ministro efetivamente em funções, o ministro interino conta para a numeração. Os casos em que o ministro não chega a tomar posse não são contabilizados. Os períodos em que o cargo foi ocupado por órgãos coletivos também não contam na numeração desta lista.
São contabilizados os períodos em que o ministro esteve no cargo ininterruptamente, não contando se este serve mais do que um mandato consecutivo, e não contando ministros provisórios durante os respetivos mandatos. Ministros que sirvam em períodos distintos são, obviamente, distinguidos numericamente. Nos casos de Passos Manuel e de Alfredo de Sá Cardoso, cujos mandatos são interrompidos pelos dos não empossados visconde do Banho e António Granjo, sendo de seguida reconduzidos no cargo, contam apenas como uma passagem pelo ministério.
A numeração dos ministros do Miguelismo é feita separadamente devido à coexistência com os ministros da Regência na Ilha Terceira.

## Lista
Legenda de cores

(para partidos e correntes políticas)
| Governo de D. Miguel (1828–1834)         | |                         |                         |                         |                            |                                                                                       |
| #                                        | Ministro e secretário de Estado dos Negócios Interiores do Reino (Nascimento–Morte) | Retrato                 | Início do mandato       | Fim do mandato          | Governo                    | Governo                                                                               |
| 1                                        | José António de Oliveira Leite de Barros, Conde de Basto (1749–1833) |                         | 26 de fevereiro de 1828 | Julho de 1833           |                            | I Cadaval                                                                             |
| 1                                        | José António de Oliveira Leite de Barros, Conde de Basto (1749–1833) | II                      | 26 de fevereiro de 1828 | Julho de 1833           |                            |                                                                                       |
| –                                        | Louis Auguste Victor de Ghaisne, Conde de Bourmont (interino) (1773–1846) |                         | Julho de 1833           | data indeterminada      |                            |                                                                                       |
| –                                        | José António de Oliveira Leite de Barros, Conde de Basto (continuação) (1749–1833) |                         | data indeterminada      | 2 de agosto de 1833     |                            |                                                                                       |
| –                                        | Cargo vago ou ocupante desconhecido |                         | 2 de agosto de 1833     | 18 de agosto de 1833    |                            |                                                                                       |
| 2                                        | Cândido Rodrigo Alves de Figueiredo e Lima (1782–1851) |                         | 18 de agosto de 1833    | 22 de setembro de 1833  |                            |                                                                                       |
| 3                                        | António José Guião (n/d–1836) |                         | 22 de setembro de 1833  | 26 de maio de 1834      |                            | III                                                                                   |
| Regência de D. Pedro (1830–1834)         | |                         |                         |                         |                            |                                                                                       |
| #                                        | Ministro e secretário de Estado dos Negócios Interiores do Reino (Nascimento–Morte) | Retrato                 | Início do mandato       | Fim do mandato          | Governo                    | Governo                                                                               |
| 1                                        | Luís da Silva Mouzinho de Albuquerque (1792–1846) |                         | 15 de março de 1830     | 14 de janeiro de 1831   |                            | Gov. Reg.                                                                             |
| –                                        | António César de Vasconcelos Correia (interino) (1797–1865) |                         | 14 de janeiro de 1831   | 2 de julho de 1831      |                            | Gov. Reg.                                                                             |
| 2                                        | José António Ferreira Brak-Lamy (1780–1847) |                         | 2 de julho de 1831      | 10 de outubro de 1831   |                            | Gov. Reg.                                                                             |
| 3                                        | José Dionísio da Serra (1772–1836) |                         | 10 de outubro de 1831   | 3 de março de 1832      |                            | Gov. Reg.                                                                             |
| 4                                        | D. Pedro de Sousa Holstein, Marquês de Palmela (interino) (1781–1850) |                         | 3 de março de 1832      | 29 de julho de 1832     |                            | Gov. Reg.                                                                             |
| –                                        | Luís da Silva Mouzinho de Albuquerque (interino) (1792–1846) |                         | 29 de julho de 1832     | 25 de setembro de 1832  |                            | Gov. Reg.                                                                             |
| –                                        | D. Pedro de Sousa Holstein, Marquês de Palmela (continuação; interino) (1781–1850) |                         | 25 de setembro de 1832  | 10 de novembro de 1832  |                            | Gov. Reg.                                                                             |
| 5                                        | Luís da Silva Mouzinho de Albuquerque (2.ª vez) (1792–1846) |                         | 10 de novembro de 1832  | 18 de novembro de 1832  |                            | Gov. Reg.                                                                             |
| –                                        | Bernardo de Sá Nogueira de Figueiredo (interino) (1795–1876) |                         | 18 de novembro de 1832  | 12 de janeiro de 1833   |                            | Gov. Reg.                                                                             |
| 6                                        | Cândido José Xavier Dias da Silva (1769–1833) |                         | 12 de janeiro de 1833   | 15 de outubro de 1833   |                            | Gov. Reg.                                                                             |
| 7                                        | Joaquim António de Aguiar (1792–1874) |                         | 15 de outubro de 1833   | 23 de abril de 1834     |                            | Gov. Reg.                                                                             |
| 8                                        | Bento Pereira do Carmo (1776–1845) |                         | 23 de abril de 1834     | 24 de setembro de 1834  |                            | Gov. Reg.                                                                             |
| Monarquia Constitucional (1834–1910)     | |                         |                         |                         |                            |                                                                                       |
| #                                        | Ministro e secretário de Estado dos Negócios Inteiores do Reino (Nascimento–Morte) | Retrato                 | Início do mandato       | Fim do mandato          | Governo (Chefe de governo) | Governo (Chefe de governo)                                                            |
| 9                                        | D. Francisco de São Luís Saraiva (1766–1845) |                         | 24 de setembro de 1834  | 16 de fevereiro de 1835 |                            | I Palmela (até 28 abr. 1835) Linhares (desde 4 mai. 1835)                             |
| 10                                       | Agostinho José Freire (1780–1836) |                         | 16 de fevereiro de 1835 | 27 de maio de 1835      |                            | I Palmela (até 28 abr. 1835) Linhares (desde 4 mai. 1835)                             |
| 11                                       | João de Sousa Pinto de Magalhães (1790–1865) |                         | 27 de maio de 1835      | 15 de julho de 1835     |                            | II Saldanha                                                                           |
| 12                                       | Rodrigo da Fonseca Magalhães (1787–1858) |                         | 15 de julho de 1835     | 18 de novembro de 1836  |                            | III Saldanha                                                                          |
| 13                                       | Bernardo de Sá Nogueira de Figueiredo, Visconde de Sá da Bandeira (interino) (1795–1876) |                         | 18 de novembro de 1835  | 30 de novembro de 1835  |                            | IV Loureiro                                                                           |
| 14                                       | Luís da Silva Mouzinho de Albuquerque (3.ª vez) (1792–1846) |                         | 30 de novembro de 1835  | 20 de abril de 1836     |                            | IV Loureiro                                                                           |
| 15                                       | Agostinho José Freire (2.ª vez) (1780–1836) |                         | 20 de abril de 1836     | 10 de setembro de 1836  |                            | V Terceira                                                                            |
| 16                                       | Manuel da Silva Passos "Manuel" (1801–1862) |                         | 10 de setembro de 1836  | 4 de novembro de 1836   |                            | VI Lumiares                                                                           |
| –                                        | Alexandre Tomás de Morais Sarmento, Visconde do Banho (não empossado) (1786–1840) |                         | 4 de novembro de 1836   | 5 de novembro de 1836   |                            | G. M. Valença (não empossado)                                                         |
| –                                        | Manuel da Silva Passos "Manuel" (reconduzido) (1801–1862) |                         | 5 de novembro de 1836   | 1 de junho de 1837      |                            | VII Sá da Bandeira                                                                    |
| 17                                       | António Dias de Oliveira (1804–1863) |                         | 1 de junho de 1837      | 10 de agosto de 1837    |                            | VIII Dias de Oliveira                                                                 |
| 18                                       | Júlio Gomes da Silva Sanches (1803–1866) |                         | 10 de agosto de 1837    | 9 de março de 1838      |                            | IX Sá da Bandeira                                                                     |
| 19                                       | João Gualberto de Oliveira (interino) (1788–1852) |                         | 9 de março de 1838      | 22 de março de 1838     |                            | IX Sá da Bandeira                                                                     |
| 20                                       | António Fernandes Coelho (1807–1886) |                         | 22 de março de 1838     | 18 de abril de 1839     |                            | IX Sá da Bandeira                                                                     |
| 21                                       | Júlio Gomes da Silva Sanches (2.ª vez) (1803–1866) |                         | 18 de abril de 1839     | 26 de novembro de 1839  |                            | X Sabrosa                                                                             |
| 22                                       | Rodrigo da Fonseca Magalhães (2.ª vez) (1787–1858) |                         | 26 de novembro de 1839  | 9 de junho de 1841      |                            | XI Bonfim                                                                             |
| 23                                       | Joaquim António de Aguiar (2.ª vez) (1792–1874) |                         | 9 de junho de 1841      | 7 de fevereiro de 1842  |                            | XII Aguiar                                                                            |
| 24                                       | Joaquim António de Magalhães (1795–1848) |                         | 7 de fevereiro de 1842  | 8 de fevereiro de 1842  |                            | XIII (G.E.) Palmela                                                                   |
| –                                        | Junta Provisória de Governo composta por: António Bernardo da Costa Cabral António Vicente de Queirós, Barão da Ponte de Santa Maria Marcelino Máximo de Azevedo e Melo António Pereira dos Reis                                                |                         | 8 de fevereiro de 1842  | 9 de fevereiro de 1842  |                            | ——                                                                                    |
| 25                                       | Luís da Silva Mouzinho de Albuquerque (4.ª vez) (1792–1846) |                         | 9 de fevereiro de 1842  | 24 de fevereiro de 1842 |                            | XIV Terceira                                                                          |
| 26                                       | António Bernardo da Costa Cabral, Conde de Tomar (1803–1889) |                         | 24 de fevereiro de 1842 | 12 de junho de 1844     |                            | XIV Terceira                                                                          |
| –                                        | D. António José de Sousa Manuel de Meneses Severim de Noronha, Duque da Terceira e Marquês de Vila Flor (interino) (1792–1860) |                         | 12 de junho de 1844     | 17 de julho de 1844     |                            | XIV Terceira                                                                          |
| –                                        | António Bernardo da Costa Cabral, Conde de Tomar (continuação) (1803–1889) |                         | 17 de julho de 1844     | 3 de maio de 1845       |                            | XIV Terceira                                                                          |
| –                                        | José Bernardo da Silva Cabral (interino) (1801–1869) |                         | 3 de maio de 1845       | 24 de julho de 1845     |                            | XIV Terceira                                                                          |
| –                                        | António Bernardo da Costa Cabral, Conde de Tomar (continuação) (1803–1889) |                         | 24 de julho de 1845     | 20 de maio de 1846      |                            | XIV Terceira                                                                          |
| 27                                       | D. Pedro de Sousa Holstein, Duque de Palmela (2.ª vez) (1781–1850) |                         | 20 de maio de 1846      | 26 de maio de 1846      |                            | XV Palmela                                                                            |
| 28                                       | Luís da Silva Mouzinho de Albuquerque (5.ª vez) (1792–1846) |                         | 26 de maio de 1846      | 19 de julho de 1846     |                            | XV Palmela                                                                            |
| 29                                       | D. Pedro de Sousa Holstein, Duque de Palmela (3.ª vez) (1781–1850) |                         | 19 de julho de 1846     | 6 de outubro de 1846    |                            | XV Palmela                                                                            |
| 30                                       | Marcelino Máximo de Azevedo e Melo, Visconde de Oliveira do Douro (1794–1853) |                         | 6 de outubro de 1846    | 28 de abril de 1847     |                            | XVI Saldanha                                                                          |
| 31                                       | Francisco Tavares de Almeida Proença (1798–1872) |                         | 28 de abril de 1847     | 22 de agosto de 1847    |                            | XVI Saldanha                                                                          |
| 32                                       | António de Azevedo Melo e Carvalho (1795–1862) |                         | 22 de agosto de 1847    | 18 de dezembro de 1847  |                            | XVI Saldanha                                                                          |
| 33                                       | Bernardo Gorjão Henriques da Cunha Coimbra Botado e Serra (1786–1854) |                         | 18 de dezembro de 1847  | 29 de março de 1848     |                            | XVII Saldanha                                                                         |
| 34                                       | D. João Carlos Gregório Domingos Vicente Francisco de Saldanha Oliveira e Daun, Duque de Saldanha (1790–1876) |                         | 29 de março de 1848     | 1 de junho de 1849      |                            | XVII Saldanha                                                                         |
| –                                        | José Marcelino de Sá Vargas (interino) (1802–1876) |                         | 1 de junho de 1849      | 14 de junho de 1849     |                            | XVII Saldanha                                                                         |
| –                                        | D. João Carlos Gregório Domingos Vicente Francisco de Saldanha Oliveira e Daun, Duque de Saldanha (continuação) (1790–1876) |                         | 14 de junho de 1849     | 18 de junho de 1849     |                            | XVII Saldanha                                                                         |
| 35                                       | António Bernardo da Costa Cabral, Conde de Tomar (2.ª vez) (1803–1889) |                         | 18 de junho de 1849     | 7 de agosto de 1850     |                            | XVIII Tomar                                                                           |
| –                                        | Félix Pereira de Magalhães (interino) (1794–1878) |                         | 7 de agosto de 1850     | 26 de abril de 1851     |                            | XVIII Tomar                                                                           |
| –                                        | António Bernardo da Costa Cabral, Conde de Tomar (2.ª vez continuação) (1803–1889) |                         | 23 de setembro de 1850  | 26 de abril de 1851     |                            | XVIII Tomar                                                                           |
| 36                                       | Félix Pereira de Magalhães (interino) (1794–1878) |                         | 26 de abril de 1851     | 1 de maio de 1851       |                            | XIX Terceira                                                                          |
| –                                        | Joaquim António Velez Barreiros, Barão de Nossa Senhora da Luz (interino) (1803–1865) |                         | 1 de maio de 1851       | 17 de maio de 1851      |                            | XX Saldanha                                                                           |
| 37                                       | D. João Carlos Gregório Domingos Vicente Francisco de Saldanha Oliveira e Daun, Duque de Saldanha (2.ª vez) (1790–1876) |                         | 17 de maio de 1851      | 22 de maio de 1851      |                            | XX Saldanha                                                                           |
| 38                                       | José Ferreira Pestana (1795–1885) |                         | 22 de maio de 1851      | 7 de julho de 1851      |                            | XXI Saldanha                                                                          |
| 39                                       | Rodrigo da Fonseca Magalhães (3.ª vez) (1787–1858) |                         | 7 de julho de 1851      | 6 de junho de 1856      |                            | XXI Saldanha                                                                          |
| –                                        | D. Nuno José Severo de Mendoça Rolim de Moura Barreto, Marquês de Loulé e Conde de Vale de Reis (interino) (1804–1875) |                         | 6 de junho de 1856      | 25 de junho de 1856     |                            | XXII Loulé                                                                            |
| 40                                       | Júlio Gomes da Silva Sanches (3.ª vez) (1803–1866) |                         | 25 de junho de 1856     | 14 de março de 1857     |                            | XXII Loulé                                                                            |
| 41                                       | D. Nuno José Severo de Mendoça Rolim de Moura Barreto, Marquês de Loulé e Conde de Vale de Reis (1804–1875) |                         | 14 de março de 1857     | 16 de março de 1859     |                            | XXII Loulé                                                                            |
| 42                                       | António Maria de Fontes Pereira de Melo (1819–1887) |                         | 16 de março de 1859     | 4 de julho de 1860      |                            | XXIII Terceira                                                                        |
| 42                                       | António Maria de Fontes Pereira de Melo (1819–1887) | XXIV Aguiar             | 16 de março de 1859     | 4 de julho de 1860      |                            |                                                                                       |
| 43                                       | D. Nuno José Severo de Mendoça Rolim de Moura Barreto, Marquês de Loulé e Conde de Vale de Reis (2.ª vez) (1804–1875) |                         | 4 de julho de 1860      | 21 de fevereiro de 1862 |                            | XXV Loulé                                                                             |
| 44                                       | Anselmo José Braamcamp de Almeida Castelo Branco (interino) (1817–1885) |                         | 21 de fevereiro de 1862 | 16 de janeiro de 1864   |                            | XXV Loulé                                                                             |
| 45                                       | D. Nuno José Severo de Mendoça Rolim de Moura Barreto, Marquês de Loulé e Conde de Vale de Reis (3.ª vez) (1804–1875) |                         | 16 de janeiro de 1864   | 5 de março de 1865      |                            | XXV Loulé                                                                             |
| 46                                       | D. António Maria José de Melo César e Meneses, Marquês de Sabugosa e Conde de São Lourenço (1825–1897) |                         | 5 de março de 1865      | 17 de abril de 1865     |                            | XXV Loulé                                                                             |
| 47                                       | Júlio Gomes da Silva Sanches (4.ª vez) (1803–1866) |                         | 17 de abril de 1865     | 4 de setembro de 1865   |                            | XXVI Sá da Bandeira                                                                   |
| 48                                       | Joaquim António de Aguiar (3.ª vez) (1792–1874) |                         | 4 de setembro de 1865   | 9 de maio de 1866       |                            | XXVII Aguiar                                                                          |
| 49                                       | João Baptista da Silva Ferrão de Carvalho Martens "Ferrão" (1824–1895) |                         | 9 de maio de 1866       | 4 de janeiro de 1868    |                            | XXVII Aguiar                                                                          |
| 50                                       | António José de Ávila, Conde de Ávila (interino) (1807–1881) |                         | 4 de janeiro de 1868    | 22 de julho de 1868     |                            | XXVIII Ávila                                                                          |
| 51                                       | D. António Alves Martins (1808–1882) |                         | 22 de julho de 1868     | 11 de agosto de 1869    |                            | XXIX Sá da Bandeira                                                                   |
| 52                                       | D. Nuno José Severo de Mendoça Rolim de Moura Barreto, Duque de Loulé e Conde de Vale de Reis (4.ª vez) (1804–1875) |                         | 11 de agosto de 1869    | 19 de maio de 1870      |                            | XXX Loulé                                                                             |
| 53                                       | D. João Carlos Gregório Domingos Vicente Francisco de Saldanha Oliveira e Daun, Duque de Saldanha (3.ª vez; interino) (1790–1876) |                         | 19 de maio de 1870      | 26 de maio de 1870      |                            | XXXI Saldanha                                                                         |
| 54                                       | António Rodrigues Sampaio (1806–1882) |                         | 26 de maio de 1870      | 3 de junho de 1870      |                            | XXXI Saldanha                                                                         |
| 55                                       | José Dias Ferreira (interino até 4 de julho) (1837–1907) |                         | 3 de junho de 1870      | 29 de agosto de 1870    |                            | XXXI Saldanha                                                                         |
| 56                                       | D. António Alves Martins (2.ª vez) (1808–1882) |                         | 29 de agosto de 1870    | 30 de agosto de 1870    |                            | XXXII Sá da Bandeira                                                                  |
| –                                        | Carlos Bento da Silva (interino) (1812–1891) |                         | 30 de agosto de 1870    | 1 de setembro de 1870   |                            | XXXII Sá da Bandeira                                                                  |
| –                                        | D. António Alves Martins (2.ª vez continuação) (1808–1882) |                         | 1 de setembro de 1870   | 30 de janeiro de 1871   |                            | XXXII Sá da Bandeira                                                                  |
| –                                        | D. António Alves Martins (2.ª vez continuação) (1808–1882) | XXXIII Ávila            | 1 de setembro de 1870   | 30 de janeiro de 1871   |                            |                                                                                       |
| 57                                       | António José de Ávila, Marquês de Ávila e Bolama (2.ª vez; interino até 1 de março) (1806–1881) |                         | 30 de janeiro de 1871   | 13 de setembro de 1871  |                            |                                                                                       |
| 58                                       | António Rodrigues Sampaio (2.ª vez) (1806–1882) |                         | 13 de setembro de 1871  | 6 de agosto de 1874     |                            | XXXIV Fontes Pereira de Melo                                                          |
| –                                        | António Maria de Fontes Pereira de Melo (interino) (1819–1887) |                         | 6 de agosto de 1874     | 7 de setembro de 1874   |                            | XXXIV Fontes Pereira de Melo                                                          |
| –                                        | António Rodrigues Sampaio (2.ª vez; continuação) (1806–1882) |                         | 7 de setembro de 1874   | 19 de julho de 1875     |                            | XXXIV Fontes Pereira de Melo                                                          |
| –                                        | António Maria de Fontes Pereira de Melo (interino) (1819–1887) |                         | 19 de julho de 1875     | 20 de agosto de 1875    |                            | XXXIV Fontes Pereira de Melo                                                          |
| –                                        | António Rodrigues Sampaio (2.ª vez; continuação) (1806–1882) |                         | 20 de agosto de 1875    | 11 de julho de 1876     |                            | XXXIV Fontes Pereira de Melo                                                          |
| –                                        | António Maria de Fontes Pereira de Melo (interino) (1819–1887) |                         | 11 de julho de 1876     | 7 de agosto de 1876     |                            | XXXIV Fontes Pereira de Melo                                                          |
| –                                        | António Rodrigues Sampaio (2.ª vez; continuação) (1806–1882) |                         | 7 de agosto de 1876     | 5 de março de 1877      |                            | XXXIV Fontes Pereira de Melo                                                          |
| 59                                       | António José de Ávila, Marquês de Ávila e Bolama (3.ª vez) (1806–1881) |                         | 5 de março de 1877      | 29 de janeiro de 1878   |                            | XXXV Ávila                                                                            |
| 60                                       | António Rodrigues Sampaio (3.ª vez) (1806–1882) |                         | 29 de janeiro de 1878   | 19 de julho de 1878     |                            | XXXVI Fontes Pereira de Melo                                                          |
| –                                        | António Maria de Fontes Pereira de Melo (interino) (1819–1887) |                         | 19 de julho de 1878     | 19 de agosto de 1878    |                            | XXXVI Fontes Pereira de Melo                                                          |
| –                                        | António Rodrigues Sampaio (3.ª vez continuação) (1806–1882) |                         | 19 de agosto de 1878    | 28 de março de 1879     |                            | XXXVI Fontes Pereira de Melo                                                          |
| –                                        | António Maria de Fontes Pereira de Melo (interino) (1819–1887) |                         | 28 de março de 1879     | 28 de abril de 1879     |                            | XXXVI Fontes Pereira de Melo                                                          |
| –                                        | António Rodrigues Sampaio (3.ª vez continuação) (1806–1882) |                         | 28 de abril de 1879     | 1 de junho de 1879      |                            | XXXVI Fontes Pereira de Melo                                                          |
| 61                                       | José Luciano de Castro Pereira Corte-Real (1834–1914) |                         | 1 de junho de 1879      | 25 de março de 1881     |                            | XXXVII Braamcamp                                                                      |
| 62                                       | António Rodrigues Sampaio (4.ª vez) (1806–1882) |                         | 25 de março de 1881     | 14 de novembro de 1881  |                            | XXXVIII Rodrigues Sampaio                                                             |
| 63                                       | Tomás António Ribeiro Ferreira (1831–1901) |                         | 14 de novembro de 1881  | 9 de junho de 1882      |                            | XXXIX Fontes Pereira de Melo                                                          |
| –                                        | António de Serpa Pimentel (interino) (1825–1900) |                         | 9 de junho de 1882      | 23 de junho de 1882     |                            | XXXIX Fontes Pereira de Melo                                                          |
| –                                        | Tomás António Ribeiro Ferreira (continuação) (1831–1901) |                         | 23 de junho de 1882     | 2 de outubro de 1882    |                            | XXXIX Fontes Pereira de Melo                                                          |
| –                                        | António de Serpa Pimentel (interino) (1825–1900) |                         | 2 de outubro de 1882    | 13 de outubro de 1882   |                            | XXXIX Fontes Pereira de Melo                                                          |
| –                                        | Tomás António Ribeiro Ferreira (continuação) (1831–1901) |                         | 13 de outubro de 1882   | 24 de outubro de 1883   |                            | XXXIX Fontes Pereira de Melo                                                          |
| 64                                       | Augusto César Barjona de Freitas (1834–1900) |                         | 24 de outubro de 1883   | 20 de fevereiro de 1886 |                            | XL Fontes Pereira de Melo                                                             |
| 65                                       | José Luciano de Castro Pereira Corte-Real (2.ª vez) (1834–1914) |                         | 20 de fevereiro de 1886 | 14 de janeiro de 1890   |                            | XLI J. L. Castro                                                                      |
| 66                                       | António de Serpa Pimentel (1825–1900) |                         | 14 de janeiro de 1890   | 13 de outubro de 1890   |                            | XLII Serpa                                                                            |
| 67                                       | António Cândido Ribeiro da Costa (1850–1922) |                         | 13 de outubro de 1890   | 21 de maio de 1891      |                            | XLIII Crisóstomo                                                                      |
| 68                                       | Lopo Vaz de Sampaio e Melo (1848–1892) |                         | 21 de maio de 1891      | 27 de julho de 1891     |                            | XLIV Crisóstomo                                                                       |
| –                                        | Mariano Cirilo de Carvalho (interino) (1836–1905) |                         | 27 de julho de 1891     | 14 de novembro de 1891  |                            | XLIV Crisóstomo                                                                       |
| –                                        | Lopo Vaz de Sampaio e Melo (continuação) (1848–1892) |                         | 14 de novembro de 1891  | 17 de janeiro de 1892   |                            | XLIV Crisóstomo                                                                       |
| 69                                       | José Dias Ferreira (2.ª vez; interino) (1837–1907) |                         | 17 de janeiro de 1892   | 9 de novembro de 1892   |                            | XLV Dias Ferreira                                                                     |
| 69                                       | José Dias Ferreira (2.ª vez; interino) (1837–1907) | XLVI Dias Ferreira      | 17 de janeiro de 1892   | 9 de novembro de 1892   |                            |                                                                                       |
| –                                        | António Teles Pereira de Vasconcelos Pimentel (interino) (1832–1907) |                         | 9 de novembro de 1892   | 18 de novembro de 1892  |                            |                                                                                       |
| –                                        | José Dias Ferreira (2.ª vez continuação; interino) (1837–1907) |                         | 18 de novembro de 1892  | 22 de fevereiro de 1893 |                            |                                                                                       |
| 70                                       | João Ferreira Franco Pinto Castelo Branco (1855–1929) |                         | 22 de fevereiro de 1893 | 7 de fevereiro de 1897  |                            | XLVII Hintze Ribeiro                                                                  |
| 71                                       | José Luciano de Castro Pereira Corte-Real (3.ª vez) (1834–1914) |                         | 7 de fevereiro de 1897  | 25 de junho de 1900     |                            | XLVIII J. L. Castro                                                                   |
| 71                                       | José Luciano de Castro Pereira Corte-Real (3.ª vez) (1834–1914) | XLIX J. L. Castro       | 7 de fevereiro de 1897  | 25 de junho de 1900     |                            |                                                                                       |
| 72                                       | Ernesto Rodolfo Hintze Ribeiro (1849–1907) |                         | 25 de junho de 1900     | 4 de julho de 1903      |                            | L Hintze Ribeiro                                                                      |
| 72                                       | Ernesto Rodolfo Hintze Ribeiro (1849–1907) | LI Hintze Ribeiro       | 25 de junho de 1900     | 4 de julho de 1903      |                            |                                                                                       |
| –                                        | Luís Augusto Pimentel Pinto (interino) (1843–1913) |                         | 4 de julho de 1903      | 7 de setembro de 1903   |                            |                                                                                       |
| –                                        | Ernesto Rodolfo Hintze Ribeiro (continuação) (1849–1907) |                         | 7 de setembro de 1903   | 20 de outubro de 1904   |                            |                                                                                       |
| 73                                       | António Augusto Pereira de Miranda (1838–1922) |                         | 20 de outubro de 1904   | 26 de abril de 1905     |                            | LII J. L. Castro                                                                      |
| 74                                       | Eduardo José Coelho (1835–1913) |                         | 26 de abril de 1905     | 20 de março de 1906     |                            | LII J. L. Castro                                                                      |
| 74                                       | Eduardo José Coelho (1835–1913) | LIII J. L. Castro       | 26 de abril de 1905     | 20 de março de 1906     |                            |                                                                                       |
| 75                                       | Ernesto Rodolfo Hintze Ribeiro (2.ª vez) (1849–1907) |                         | 20 de março de 1906     | 19 de maio de 1906      |                            | LIV Hintze Ribeiro                                                                    |
| 76                                       | João Ferreira Franco Pinto Castelo Branco (2.ª vez) (1855–1929) |                         | 19 de maio de 1906      | 4 de fevereiro de 1908  |                            | LV Franco                                                                             |
| 77                                       | Francisco Joaquim Ferreira do Amaral (1844–1923) |                         | 4 de fevereiro de 1908  | 25 de dezembro de 1908  |                            | LVI Ferreira do Amaral                                                                |
| 78                                       | Artur Alberto de Campos Henriques (1852–1922) |                         | 25 de dezembro de 1908  | 11 de abril de 1909     |                            | LVII Campos Henriques                                                                 |
| 79                                       | Alexandre Ferreira Cabral Pais do Amaral Teixeira Homem de Barbosa (1859–1919) |                         | 11 de abril de 1909     | 14 de maio de 1909      |                            | LVIII Teles                                                                           |
| 80                                       | Venceslau de Sousa Pereira de Lima (1858–1919) |                         | 14 de maio de 1909      | 22 de dezembro de 1909  |                            | LIX Lima                                                                              |
| 81                                       | Francisco Felisberto Dias Costa (1853–1913) |                         | 22 de dezembro de 1909  | 26 de junho de 1910     |                            | LX Veiga Beirão                                                                       |
| 82                                       | António Teixeira de Sousa (1857–1917) |                         | 26 de junho de 1910     | 5 de outubro de 1910    |                            | LXI Teixeira de Sousa                                                                 |
| Primeira República (1911–1926)           | |                         |                         |                         |                            |                                                                                       |
| #                                        | Ministro do Interior (Nascimento–Morte) | Retrato                 | Início do mandato       | Fim do mandato          | Governo                    | Governo                                                                               |
| Governo Provisório (1910–1911)           | |                         |                         |                         |                            |                                                                                       |
| 83                                       | António José de Almeida (1866–1929) |                         | 5 de outubro de 1910    | 10 de dezembro de 1910  |                            | Gov. Prov. (I) Braga                                                                  |
| –                                        | Bernardino Luís Machado Guimarães (interino) (1851–1944) |                         | 13 de dezembro de 1910  | 21 de dezembro de 1910  |                            | Gov. Prov. (I) Braga                                                                  |
| –                                        | António José de Almeida (continuação) (1866–1929) |                         | 21 de dezembro de 1910  | 3 de setembro de 1911   |                            | Gov. Prov. (I) Braga                                                                  |
| Governos Constitucionais (1911–1917)     | |                         |                         |                         |                            |                                                                                       |
| 84                                       | João Pinheiro Chagas (1863–1925) |                         | 4 de setembro de 1911   | 12 de novembro de 1911  |                            | II Chagas                                                                             |
| 85                                       | Silvestre José Falcão de Sousa Pereira de Berredo (1866–1927) |                         | 12 de novembro de 1911  | 29 de janeiro de 1912   |                            | III Vasconcelos                                                                       |
| –                                        | Alberto Carlos da Silveira (interino) (1859–1927) |                         | 29 de janeiro de 1912   | 31 de janeiro de 1912   |                            | III Vasconcelos                                                                       |
| –                                        | Silvestre José Falcão de Sousa Pereira de Berredo (continuação) (1866–1927) |                         | 31 de janeiro de 1912   | 16 de junho de 1912     |                            | III Vasconcelos                                                                       |
| 86                                       | Duarte Leite Pereira da Silva (1864–1950) |                         | 16 de junho de 1912     | 23 de setembro de 1912  |                            | IV Leite                                                                              |
| –                                        | Augusto César de Almeida de Vasconcelos Correia (interino) (1867–1951) |                         | 23 de setembro de 1912  | 30 de setembro de 1912  |                            | IV Leite                                                                              |
| –                                        | Duarte Leite Pereira da Silva (continuação) (1864–1950) |                         | 30 de setembro de 1912  | 9 de janeiro de 1913    |                            | IV Leite                                                                              |
| 87                                       | Rodrigo José Rodrigues (1879–1963) |                         | 9 de janeiro de 1913    | 9 de fevereiro de 1914  |                            | V Costa                                                                               |
| 88                                       | Bernardino Luís Machado Guimarães (1851–1944) |                         | 9 de fevereiro de 1914  | 12 de dezembro de 1914  |                            | VI Machado                                                                            |
| 88                                       | Bernardino Luís Machado Guimarães (1851–1944) | VII Machado             | 9 de fevereiro de 1914  | 12 de dezembro de 1914  |                            |                                                                                       |
| 89                                       | Alexandre Braga, filho (1868–1921) |                         | 12 de dezembro de 1914  | 25 de janeiro de 1915   |                            | VIII Azevedo Coutinho                                                                 |
| 90                                       | José Joaquim Pereira Pimenta de Castro (interino) (1846–1918) |                         | 25 de janeiro de 1915   | 28 de janeiro de 1915   |                            | IX Pimenta de Castro                                                                  |
| 91                                       | Pedro Gomes Teixeira (1853–1922) |                         | 28 de janeiro de 1915   | 14 de maio de 1915      |                            | IX Pimenta de Castro                                                                  |
| –                                        | Junta Constitucional composta por: José Maria Mendes Ribeiro Norton de Matos António Maria da Silva José de Freitas Ribeiro Alfredo Ernesto de Sá Cardoso Álvaro Xavier de Castro                                                               |                         | 14 de maio de 1915      | 15 de maio de 1915      |                            | ——                                                                                    |
| –                                        | João Pinheiro Chagas (não empossado) (1863–1925) |                         | 15 de maio de 1915      | 17 de maio de 1915      |                            | X Chagas (até 29 mai. 1915) (não empossado) J. Castro (desde 17 mai. 1915) (interino) |
| 92                                       | José Augusto Soares Ribeiro de Castro (interino) (1848–1929) |                         | 17 de maio de 1915      | 19 de junho de 1915     |                            | X Chagas (até 29 mai. 1915) (não empossado) J. Castro (desde 17 mai. 1915) (interino) |
| 93                                       | José Augusto Ferreira da Silva (n/d–n/d) |                         | 19 de junho de 1915     | 11 de novembro de 1915  |                            | XI J. Castro                                                                          |
| 94                                       | João Catanho de Meneses (interino) (1854–1942) |                         | 11 de novembro de 1915  | 29 de novembro de 1915  |                            | XI J. Castro                                                                          |
| 95                                       | Artur Rodrigues de Almeida Ribeiro (1865–1943) |                         | 29 de novembro de 1915  | 15 de março de 1916     |                            | XII Costa                                                                             |
| 96                                       | António de Ornelas Pereira Reis (1867–1952) |                         | 15 de março de 1916     | 29 de maio de 1916      |                            | XIII Almeida                                                                          |
| 97                                       | Brás Mousinho de Albuquerque (1859–1922) |                         | 29 de maio de 1916      | 4 de julho de 1916      |                            | XIII Almeida                                                                          |
| –                                        | António José de Almeida (interino) (1866–1929) |                         | 4 de julho de 1916      | 17 de julho de 1916     |                            | XIII Almeida                                                                          |
| –                                        | Brás Mousinho de Albuquerque (continuação) (1859–1922) |                         | 17 de julho de 1916     | 25 de abril de 1917     |                            | XIII Almeida                                                                          |
| 98                                       | Artur Rodrigues de Almeida Ribeiro (2.ª vez) (1865–1943) |                         | 25 de abril de 1917     | 8 de dezembro de 1917   |                            | XIV Costa                                                                             |
| República Nova (1917–1918)               | |                         |                         |                         |                            |                                                                                       |
| –                                        | Junta Revolucionária composta por: Sidónio Bernardino Cardoso da Silva Pais (Presidente) António Maria de Azevedo Machado Santos (Vogal) José Feliciano da Costa Júnior (Vogal)                                                                 |                         | 8 de dezembro de 1917   | 11 de dezembro de 1917  |                            | ——                                                                                    |
| 99                                       | António Maria de Azevedo Machado Santos (1875–1921) |                         | 11 de dezembro de 1917  | 7 de março de 1918      |                            | XV Pais                                                                               |
| 100                                      | Henrique Ventura Forbes de Bessa (1894–1920) |                         | 7 de março de 1918      | 15 de maio de 1918      |                            | XV Pais                                                                               |
| #                                        | Secretário de Estado do Interior (Nascimento–Morte) | Retrato                 | Início do mandato       | Fim do mandato          | Governo                    | Governo                                                                               |
| 101                                      | João Tamagnini de Sousa Barbosa (1883–1948) |                         | 15 de maio de 1918      | 8 de outubro de 1918    |                            | XVI Pais (até 14 dez. 1918) Canto e Castro (desde 15 dez. 1918)                       |
| 102                                      | António Bernardino de Sousa Ferreira (1876–1941) |                         | 8 de outubro de 1918    | 16 de dezembro de 1918  |                            | XVI Pais (até 14 dez. 1918) Canto e Castro (desde 15 dez. 1918)                       |
| #                                        | Ministro do Interior (Nascimento–Morte) | Retrato                 | Início do mandato       | Fim do mandato          |                            | XVI Pais (até 14 dez. 1918) Canto e Castro (desde 15 dez. 1918)                       |
| –                                        | António Bernardino de Sousa Ferreira (continuação) (1876–1941) |                         | 16 de dezembro de 1918  | 23 de dezembro de 1918  |                            | XVI Pais (até 14 dez. 1918) Canto e Castro (desde 15 dez. 1918)                       |
| Governos Constitucionais (1918–1926)     | |                         |                         |                         |                            |                                                                                       |
| 103                                      | João Tamagnini de Sousa Barbosa (2.ª vez) (1883–1948) |                         | 23 de dezembro de 1918  | 27 de janeiro de 1919   |                            | XVII Tamagnini Barbosa                                                                |
| 103                                      | João Tamagnini de Sousa Barbosa (2.ª vez) (1883–1948) | XVIII Tamagnini Barbosa | 23 de dezembro de 1918  | 27 de janeiro de 1919   |                            |                                                                                       |
| 104                                      | José Maria de Mascarenhas Relvas de Campos (1858–1929) |                         | 27 de janeiro de 1919   | 30 de março de 1919     |                            | XIX Relvas                                                                            |
| 105                                      | Domingos Leite Pereira (1882–1956) |                         | 30 de março de 1919     | 20 de abril de 1919     |                            | XX Pereira                                                                            |
| –                                        | António Maria Baptista (interino) (1863–1920) |                         | 20 de abril de 1919     | 28 de abril de 1919     |                            | XX Pereira                                                                            |
| –                                        | Domingos Leite Pereira (continuação) (1882–1956) |                         | 28 de abril de 1919     | 29 de junho de 1919     |                            | XX Pereira                                                                            |
| 106                                      | Alfredo Ernesto de Sá Cardoso (1864–1950) |                         | 29 de junho de 1919     | 15 de janeiro de 1920   |                            | XXI Sá Cardoso                                                                        |
| –                                        | António Joaquim Granjo (não empossado) (1881–1921) |                         | 15 de janeiro de 1920   | 15 de janeiro de 1920   |                            | XXII Fernandes Costa (não empossado)                                                  |
| –                                        | Alfredo Ernesto de Sá Cardoso (reconduzido) (1864–1950) |                         | 15 de janeiro de 1920   | 21 de janeiro de 1920   |                            | XXI Sá Cardoso                                                                        |
| 107                                      | Domingos Leite Pereira (2.ª vez) (1882–1956) |                         | 21 de janeiro de 1920   | 8 de março de 1920      |                            | XXIII Pereira                                                                         |
| 108                                      | António Maria Baptista (1863–1920) |                         | 8 de março de 1920      | 6 de junho de 1920      |                            | XXIV Baptista (até 6 jun. 1920) Ramos Preto (desde 6 jun. 1920)                       |
| 109                                      | José Ramos Preto (interino) (1870–1949) |                         | 6 de junho de 1920      | 14 de junho de 1920     |                            | XXIV Baptista (até 6 jun. 1920) Ramos Preto (desde 6 jun. 1920)                       |
| 110                                      | João Pedroso de Lima (1858–1938) |                         | 14 de junho de 1920     | 19 de julho de 1920     |                            | XXIV Ramos Preto                                                                      |
| 110                                      | João Pedroso de Lima (1858–1938) | XXV Silva               | 14 de junho de 1920     | 19 de julho de 1920     |                            |                                                                                       |
| 111                                      | António Joaquim Granjo (interino) (1881–1921) |                         | 19 de julho de 1920     | 22 de julho de 1920     |                            | XXVI Granjo                                                                           |
| 112                                      | Felisberto Alves Pedrosa (1862–1937) |                         | 22 de julho de 1920     | 20 de novembro de 1920  |                            | XXVI Granjo                                                                           |
| 113                                      | Álvaro Xavier de Castro (1878–1928) |                         | 20 de novembro de 1920  | 30 de novembro de 1920  |                            | XXVII A. Castro                                                                       |
| 114                                      | Liberato Damião Ribeiro Pinto (1880–1949) |                         | 30 de novembro de 1920  | 2 de março de 1921      |                            | XXVIII Pinto                                                                          |
| 115                                      | Bernardino Luís Machado Guimarães (2.ª vez) (1851–1944) |                         | 2 de março de 1921      | 23 de maio de 1921      |                            | XXIX Machado                                                                          |
| 116                                      | Abel Hipólito (1860–1919) |                         | 23 de maio de 1921      | 30 de agosto de 1921    |                            | XXX Barros Queirós                                                                    |
| 117                                      | António Joaquim Granjo (2.ª vez) (1881–1921) |                         | 30 de agosto de 1921    | 19 de outubro de 1921   |                            | XXXI Granjo                                                                           |
| 118                                      | Manuel Maria Coelho (1857–1943) |                         | 19 de outubro de 1921   | 5 de novembro de 1921   |                            | XXXII Coelho                                                                          |
| 119                                      | Carlos Henrique da Silva Maia Pinto (1866–1932) |                         | 5 de novembro de 1921   | 16 de dezembro de 1921  |                            | XXXIII Maia Pinto                                                                     |
| 120                                      | Francisco Pinto da Cunha Leal (1888–1970) |                         | 16 de dezembro de 1921  | 6 de fevereiro de 1922  |                            | XXXIV Cunha Leal                                                                      |
| 121                                      | António Maria da Silva (1872–1950) |                         | 6 de fevereiro de 1922  | 15 de novembro de 1923  |                            | XXXV Silva                                                                            |
| 121                                      | António Maria da Silva (1872–1950) | XXXVI Silva             | 6 de fevereiro de 1922  | 15 de novembro de 1923  |                            |                                                                                       |
| 121                                      | António Maria da Silva (1872–1950) | XXXVII Silva            | 6 de fevereiro de 1922  | 15 de novembro de 1923  |                            |                                                                                       |
| 122                                      | António Ginestal Machado (1874–1940) |                         | 15 de novembro de 1923  | 18 de dezembro de 1923  |                            | XXXVIII Ginestal Machado                                                              |
| 123                                      | Alfredo Ernesto de Sá Cardoso (2.ª vez) (1864–1950) |                         | 18 de dezembro de 1923  | 6 de julho de 1924      |                            | XXXIX A. Castro                                                                       |
| 124                                      | Alfredo Rodrigues Gaspar (1865–1938) |                         | 6 de julho de 1924      | 22 de novembro de 1924  |                            | XL Rodrigues Gaspar                                                                   |
| 125                                      | José Domingues dos Santos (1887–1958) |                         | 22 de novembro de 1924  | 15 de fevereiro de 1925 |                            | XLI Domingues dos Santos                                                              |
| 126                                      | Vitorino Henriques Godinho (1878–1962) |                         | 15 de fevereiro de 1925 | 1 de julho de 1925      |                            | XLII Guimarães                                                                        |
| 127                                      | Germano Lopes Martins (1871–1950) |                         | 1 de julho de 1925      | 1 de agosto de 1925     |                            | XLIII Silva                                                                           |
| 128                                      | Domingos Leite Pereira (3.ª vez) (1882–1956) |                         | 1 de agosto de 1925     | 17 de dezembro de 1925  |                            | XLIV Pereira                                                                          |
| 129                                      | António Maria da Silva (2.ª vez) (1872–1950) |                         | 17 de dezembro de 1925  | 29 de maio de 1926      |                            | XLV Silva                                                                             |
| Segunda República (1926–1974)            | |                         |                         |                         |                            |                                                                                       |
| #                                        | Ministro do Interior (Nascimento–Morte) | Retrato                 | Início do mandato       | Fim do mandato          | Governo                    | Governo                                                                               |
| Ditadura Militar (1926–1928)             | |                         |                         |                         |                            |                                                                                       |
| –                                        | Junta de Salvação Pública composta por: José Mendes Cabeçadas Júnior (Presidente) Armando Humberto da Gama Ochôa Jaime Pereira Rodrigues Baptista Carlos de Jesus Vilhena                                                                       |                         | 29 de maio de 1926      | 30 de maio de 1926      |                            | ——                                                                                    |
| 130                                      | José Mendes Cabeçadas Júnior (interino) (1883–1965) |                         | 30 de maio de 1926      | 1 de junho de 1926      |                            | I Mendes Cabeçadas                                                                    |
| –                                        | Armando Humberto da Gama Ochôa (não empossado) (1877–1941) |                         | 1 de junho de 1926      | 3 de junho de 1926      |                            | I Mendes Cabeçadas                                                                    |
| –                                        | José Mendes Cabeçadas Júnior (interino) (1883–1965) |                         | 3 de junho de 1926      | 17 de junho de 1926     |                            | I Mendes Cabeçadas                                                                    |
| 131                                      | Manuel de Oliveira Gomes da Costa (1863–1929) |                         | 17 de junho de 1926     | 18 de junho de 1926     |                            | II Gomes da Costa                                                                     |
| 132                                      | António José Claro (1863–1931) |                         | 18 de junho de 1926     | 6 de julho de 1926      |                            | II Gomes da Costa                                                                     |
| 133                                      | Manuel de Oliveira Gomes da Costa (2.ª vez; interino) (1863–1929) |                         | 6 de julho de 1926      | 9 de julho de 1926      |                            | II Gomes da Costa                                                                     |
| 134                                      | Felisberto Alves Pedrosa (2.ª vez; interino) (1862–1937) |                         | 9 de julho de 1926      | 12 de julho de 1926     |                            | III Carmona                                                                           |
| 135                                      | José Ribeiro Castanho (1875–1945) |                         | 12 de julho de 1926     | 18 de agosto de 1926    |                            | III Carmona                                                                           |
| –                                        | Jaime Maria da Graça Afreixo (interino) (1867–1942) |                         | 18 de agosto de 1926    | 1 de novembro de 1926   |                            | III Carmona                                                                           |
| –                                        | José Ribeiro Castanho (continuação) (1875–1945) |                         | 1 de novembro de 1926   | 25 de janeiro de 1927   |                            | III Carmona                                                                           |
| 136                                      | Adriano da Costa Macedo (1870–1938) |                         | 25 de janeiro de 1927   | 26 de agosto de 1927    |                            | III Carmona                                                                           |
| 137                                      | José Vicente de Freitas (1869–1952) |                         | 26 de agosto de 1927    | 18 de abril de 1928     |                            | III Carmona                                                                           |
| Ditadura Nacional (1928–1933)            | |                         |                         |                         |                            |                                                                                       |
| –                                        | José Vicente de Freitas (continuação) (1869–1952) |                         | 18 de abril de 1928     | 8 de julho de 1929      |                            | IV Freitas                                                                            |
| –                                        | José Vicente de Freitas (continuação) (1869–1952) | V Freitas               | 18 de abril de 1928     | 8 de julho de 1929      |                            |                                                                                       |
| 138                                      | Artur Ivens Ferraz (1870–1933) |                         | 8 de julho de 1929      | 16 de outubro de 1929   |                            | VI Ivens Ferraz                                                                       |
| –                                        | Eduardo da Costa Ferreira (interino) (1888–1951) |                         | 16 de outubro de 1929   | 26 de outubro de 1929   |                            | VI Ivens Ferraz                                                                       |
| –                                        | Artur Ivens Ferraz (continuação) (1870–1933) |                         | 26 de outubro de 1929   | 21 de janeiro de 1930   |                            | VI Ivens Ferraz                                                                       |
| 139                                      | António Lopes Mateus (1878–1955) |                         | 21 de janeiro de 1930   | 21 de outubro de 1931   |                            | VII Oliveira                                                                          |
| 140                                      | Mário Pais de Sousa (1891–1949) |                         | 21 de outubro de 1931   | 5 de julho de 1932      |                            | VII Oliveira                                                                          |
| 141                                      | Albino Soares Pinto dos Reis Júnior (1888–1983) |                         | 5 de julho de 1932      | 11 de abril de 1933     |                            | VIII Oliveira Salazar                                                                 |
| Estado Novo (1933–1974)                  | |                         |                         |                         |                            |                                                                                       |
| –                                        | Albino Soares Pinto dos Reis Júnior (1888–1983) |                         | 11 de abril de 1933     | 24 de julho de 1933     |                            | I Oliveira Salazar                                                                    |
| 142                                      | Antonino Raul da Mata Gomes Pereira (1889–1960) |                         | 24 de julho de 1933     | 23 de outubro de 1934   |                            | I Oliveira Salazar                                                                    |
| 143                                      | Henrique Linhares de Lima (1876–1953) |                         | 23 de outubro de 1934   | 18 de janeiro de 1936   |                            | I Oliveira Salazar                                                                    |
| 144                                      | Mário Pais de Sousa (2.ª vez) (1891–1949) |                         | 18 de janeiro de 1936   | 23 de julho de 1941     |                            | II Oliveira Salazar                                                                   |
| –                                        | João Pinto da Costa Leite "Lumbrales" (interino) (1905–1975) |                         | 23 de julho de 1941     | 12 de agosto de 1941    |                            | II Oliveira Salazar                                                                   |
| –                                        | Mário Pais de Sousa (2.ª vez continuação) (1891–1949) |                         | 12 de agosto de 1941    | 6 de setembro de 1944   |                            | II Oliveira Salazar                                                                   |
| 145                                      | Júlio Carlos Alves Dias Botelho Moniz (1900–1970) |                         | 6 de setembro de 1944   | 4 de fevereiro de 1947  |                            | II Oliveira Salazar                                                                   |
| 146                                      | Augusto Cancela de Abreu (1895–1965) |                         | 4 de fevereiro de 1947  | 23 de outubro de 1948   |                            | II Oliveira Salazar                                                                   |
| –                                        | Manuel Gonçalves Cavaleiro de Ferreira (interino) (1911–1992) |                         | 23 de outubro de 1948   | 9 de novembro de 1948   |                            | II Oliveira Salazar                                                                   |
| –                                        | Augusto Cancela de Abreu (continuação) (1895–1965) |                         | 9 de novembro de 1948   | 2 de agosto de 1950     |                            | II Oliveira Salazar                                                                   |
| 147                                      | Joaquim Trigo de Negreiros (1900–1973) |                         | 2 de agosto de 1950     | 14 de agosto de 1958    |                            | II Oliveira Salazar                                                                   |
| 148                                      | José Pires Cardoso (1904–1990) |                         | 14 de agosto de 1958    | 28 de novembro de 1958  |                            | II Oliveira Salazar                                                                   |
| 149                                      | Arnaldo Schulz (1910–1993) |                         | 28 de novembro de 1958  | 4 de maio de 1961       |                            | II Oliveira Salazar                                                                   |
| 150                                      | Alfredo Rodrigues dos Santos Júnior (1909–1990) |                         | 4 de maio de 1961       | 19 de agosto de 1968    |                            | II Oliveira Salazar                                                                   |
| 151                                      | António Manuel Gonçalves Ferreira Rapazote (1910–1985) |                         | 19 de agosto de 1968    | 7 de novembro de 1973   |                            | II Oliveira Salazar                                                                   |
| 151                                      | António Manuel Gonçalves Ferreira Rapazote (1910–1985) | III Caetano             | 19 de agosto de 1968    | 7 de novembro de 1973   |                            |                                                                                       |
| 152                                      | César Henrique Moreira Baptista (1915–1982) |                         | 7 de novembro de 1973   | 25 de abril de 1974     |                            |                                                                                       |
| Terceira República (1974–presente)       | |                         |                         |                         |                            |                                                                                       |
| #                                        | Ministro da Administração Interna (Nascimento–Morte) | Retrato                 | Início do mandato       | Fim do mandato          | Governo                    | Governo                                                                               |
| Junta de Salvação Nacional (1974)        | |                         |                         |                         |                            |                                                                                       |
| –                                        | Junta de Salvação Nacional composta por: António Sebastião Ribeiro de Spínola (Presidente) Francisco da Costa Gomes Jaime Silvério Marques Manuel Diogo Neto Carlos Galvão de Melo José Baptista Pinheiro de Azevedo António Alva Rosa Coutinho |                         | 25 de abril de 1974     | 16 de maio de 1974      |                            | ——                                                                                    |
| Governos Provisórios (1974–1976)         | |                         |                         |                         |                            |                                                                                       |
| 153                                      | Joaquim Jorge Magalhães Saraiva da Mota (1935–2007) |                         | 16 de maio de 1974      | 17 de julho de 1974     |                            | I Prov. Palma Carlos                                                                  |
| 154                                      | Manuel da Costa Braz (1934–2019) |                         | 17 de julho de 1974     | 26 de março de 1975     |                            | II Prov. Gonçalves                                                                    |
| 154                                      | Manuel da Costa Braz (1934–2019) | III Prov. Gonçalves     | 17 de julho de 1974     | 26 de março de 1975     |                            |                                                                                       |
| 155                                      | António Carlos de Magalhães Arnao Metello (1938–2008) |                         | 26 de março de 1975     | 8 de agosto de 1975     |                            | IV Prov. Gonçalves                                                                    |
| 156                                      | Alfredo António Cândido de Moura (1937–) |                         | 8 de agosto de 1975     | 19 de setembro de 1975  |                            | V Prov. Gonçalves                                                                     |
| 157                                      | Vasco Fernando Leote de Almeida e Costa (1932–2010) |                         | 19 de setembro de 1975  | 23 de julho de 1976     |                            | VI Prov. Pinheiro de Azevedo                                                          |
| Governos Constitucionais (1976-presente) | |                         |                         |                         |                            |                                                                                       |
| 158                                      | Manuel da Costa Braz (2.ª vez) (1934–2019) |                         | 23 de julho de 1976     | 30 de janeiro de 1978   |                            | I Soares                                                                              |
| 159                                      | Alberto Marques de Oliveira e Silva (1924–2011) |                         | 30 de janeiro de 1978   | 27 de fevereiro de 1978 |                            | II Soares                                                                             |
| 160                                      | Jaime José Matos da Gama (1947–) |                         | 27 de fevereiro de 1978 | 29 de agosto de 1978    |                            | II Soares                                                                             |
| 161                                      | António Gonçalves Ribeiro (1933–) |                         | 29 de agosto de 1978    | 1 de agosto de 1979     |                            | III Nobre da Costa                                                                    |
| 161                                      | António Gonçalves Ribeiro (1933–) | IV Mota Pinto           | 29 de agosto de 1978    | 1 de agosto de 1979     |                            |                                                                                       |
| #                                        | Ministro Adjunto para a Administração Interna (Nascimento–Morte) | Retrato                 | Início do mandato       | Fim do mandato          | Governo                    | Governo                                                                               |
| 162                                      | Manuel da Costa Braz (3.ª vez) (1934–2019) |                         | 1 de agosto de 1979     | 3 de janeiro de 1980    |                            | V Pintasilgo                                                                          |
| #                                        | Ministro da Administração Interna (Nascimento–Morte) | Retrato                 | Início do mandato       | Fim do mandato          | Governo                    | Governo                                                                               |
| 163                                      | Eurico da Silva Teixeira de Melo (1925–2012) |                         | 3 de janeiro de 1980    | 9 de janeiro de 1981    |                            | VI Sá Carneiro (até 4 dez. 1980) Freitas do Amaral (desde 4 dez. 1980) (interino)     |
| 164                                      | Fernando Monteiro do Amaral (1925–2009) |                         | 9 de janeiro de 1981    | 4 de setembro de 1981   |                            | VII Pinto Balsemão                                                                    |
| 165                                      | José Ângelo Ferreira Correia (1945–) |                         | 4 de setembro de 1981   | 9 de junho de 1983      |                            | VIII Pinto Balsemão                                                                   |
| 166                                      | Eduardo Ribeiro Pereira (1927–2015) |                         | 9 de junho de 1983      | 6 de novembro de 1985   |                            | IX Soares                                                                             |
| 167                                      | Eurico da Silva Teixeira de Melo (2.ª vez) (1925–2012) |                         | 6 de novembro de 1985   | 17 de agosto de 1987    |                            | X Cavaco Silva                                                                        |
| 168                                      | José António da Silveira Godinho (1943–) |                         | 17 de agosto de 1987    | 5 de janeiro de 1990    |                            | XI Cavaco Silva                                                                       |
| 169                                      | Manuel Pereira (1928–) |                         | 5 de janeiro de 1990    | 31 de outubro de 1991   |                            | XI Cavaco Silva                                                                       |
| 170                                      | Manuel Joaquim Dias Loureiro (1951–) |                         | 31 de outubro de 1991   | 28 de outubro de 1995   |                            | XII Cavaco Silva                                                                      |
| 171                                      | Alberto Bernardes Costa (1947–) |                         | 28 de outubro de 1995   | 25 de novembro de 1997  |                            | XIII Guterres                                                                         |
| 172                                      | Jorge Paulo Sacadura Almeida Coelho (1954–2021) |                         | 25 de novembro de 1997  | 25 de outubro de 1999   |                            | XIII Guterres                                                                         |
| 173                                      | Fernando Manuel dos Santos Gomes (1946–) |                         | 25 de outubro de 1999   | 14 de setembro de 2000  |                            | XIV Guterres                                                                          |
| 174                                      | Henrique Nuno Pires Severiano Teixeira (1957–) |                         | 14 de setembro de 2000  | 6 de abril de 2002      |                            | XIV Guterres                                                                          |
| 175                                      | António Jorge de Figueiredo Lopes (1936–) |                         | 6 de abril de 2002      | 17 de julho de 2004     |                            | XV Durão Barroso                                                                      |
| 176                                      | Daniel Viegas Sanches (1949–) |                         | 17 de julho de 2004     | 12 de março de 2005     |                            | XVI Santana Lopes                                                                     |
| #                                        | Ministro de Estado e da Administração Interna (Nascimento–Morte) | Retrato                 | Início do mandato       | Fim do mandato          | Governo                    | Governo                                                                               |
| 177                                      | António Luís Santos da Costa (1961–) |                         | 12 de março de 2005     | 17 de maio de 2007      |                            | XVII Sócrates                                                                         |
| #                                        | Ministro da Administração Interna (Nascimento–Morte) | Retrato                 | Início do mandato       | Fim do mandato          | Governo                    | Governo                                                                               |
| 178                                      | Rui Carlos Pereira (1956–) |                         | 17 de maio de 2007      | 21 de junho de 2011     |                            | XVII Sócrates                                                                         |
| 178                                      | Rui Carlos Pereira (1956–) | XVIII Sócrates          | 17 de maio de 2007      | 21 de junho de 2011     |                            |                                                                                       |
| 179                                      | Miguel Bento Martins da Costa de Macedo e Silva (1959–2025) |                         | 21 de junho de 2011     | 19 de novembro de 2014  |                            | XIX Passos Coelho                                                                     |
| 180                                      | Anabela Maria Pinto de Miranda Rodrigues (1953–) |                         | 19 de novembro de 2014  | 30 de outubro de 2015   |                            | XIX Passos Coelho                                                                     |
| 181                                      | João Calvão da Silva (1952–2018) |                         | 30 de outubro de 2015   | 26 de novembro de 2015  |                            | XX Passos Coelho                                                                      |
| 182                                      | Maria Constança Dias Urbano de Sousa (1967–) |                         | 26 de novembro de 2015  | 18 de outubro de 2017   |                            | XXI Costa                                                                             |
| 183                                      | Eduardo Arménio do Nascimento Cabrita (1961–) |                         | 21 de outubro de 2017   | 4 de dezembro de 2021   |                            | XXI Costa                                                                             |
| 183                                      | Eduardo Arménio do Nascimento Cabrita (1961–) | XXII Costa              | 21 de outubro de 2017   | 4 de dezembro de 2021   |                            |                                                                                       |
| 184                                      | Francisca Eugénia da Silva Dias Van Dunem (1955–) |                         | 4 de dezembro de 2021   | 30 de março de 2022     |                            | XXII Costa                                                                            |
| 185                                      | José Luís Pereira Carneiro (1971–) |                         | 30 de março de 2022     | 2 de abril de 2024      |                            | XXIII Costa                                                                           |
| 186                                      | Maria Margarida Blasco Martins Augusto (1956–) |                         | 2 de abril de 2024      | 5 de junho de 2025      |                            | XXIV Montenegro                                                                       |
| 187                                      | Maria Lúcia da Conceição Abrantes Amaral (1957–) |                         | 5 de junho de 2025      | presente                |                            | XXV Montenegro                                                                        |

### Lista de ministros da Administração Interna vivos
| Nome                      | Mandato(s) | Idade              |
| ------------------------- | ---------- | ------------------ |
| Alfredo Cândido de Moura  | 1975       | 88 anos e 130 dias |
| Jaime Gama                | 1978       | 78 anos e 7 dias   |
| António Gonçalves Ribeiro | 1978–1979  | 92 anos e 136 dias |
| Ângelo Correia            | 1981–1983  | 79 anos e 332 dias |
| José Silveira Godinho     | 1987–1990  | 81 anos e 242 dias |
| Manuel Pereira            | 1990–1991  | 97 anos e 76 dias  |
| Manuel Dias Loureiro      | 1991–1995  | 73 anos e 179 dias |
| Alberto Costa             | 1995–1997  | 77 anos e 303 dias |
| Fernando Gomes            | 1999–2000  | 79 anos e 63 dias  |
| Nuno Severiano Teixeira   | 2000–2002  | 67 anos e 222 dias |
| António Figueiredo Lopes  | 2002–2004  | 88 anos e 206 dias |
| Daniel Sanches            | 2004–2005  | 75 anos e 325 dias |
| António Costa             | 2005–2007  | 63 anos e 333 dias |
| Rui Pereira               | 2007–2011  | 69 anos e 83 dias  |
| Anabela Rodrigues         | 2014–2015  | 71 anos e 192 dias |
| Constança Urbano de Sousa | 2015–2017  | 58 anos e 75 dias  |
| Eduardo Cabrita           | 2017–2021  | 63 anos e 262 dias |
| Francisca Van Dunem       | 2021–2022  | 69 anos e 222 dias |
| José Luís Carneiro        | 2022–2024  | 53 anos e 254 dias |
| Margarida Blasco          | 2024–2025  | 68 anos e 325 dias |
| Maria Lúcia Amaral        | 2025–      | 68 anos e 5 dias   |